# 消防隔热防护服

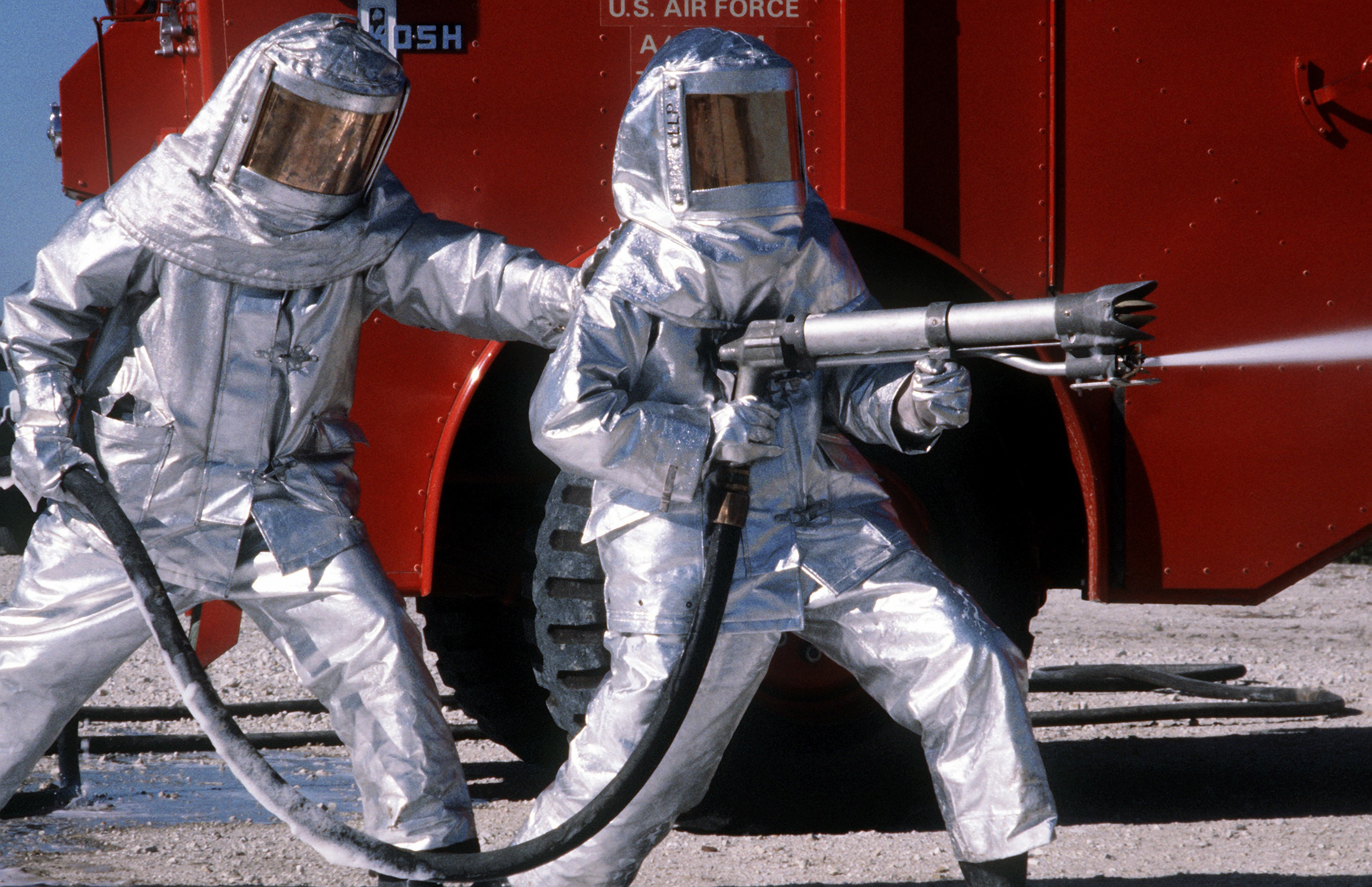
消防员在美国空军基地穿着隔热防护服训练

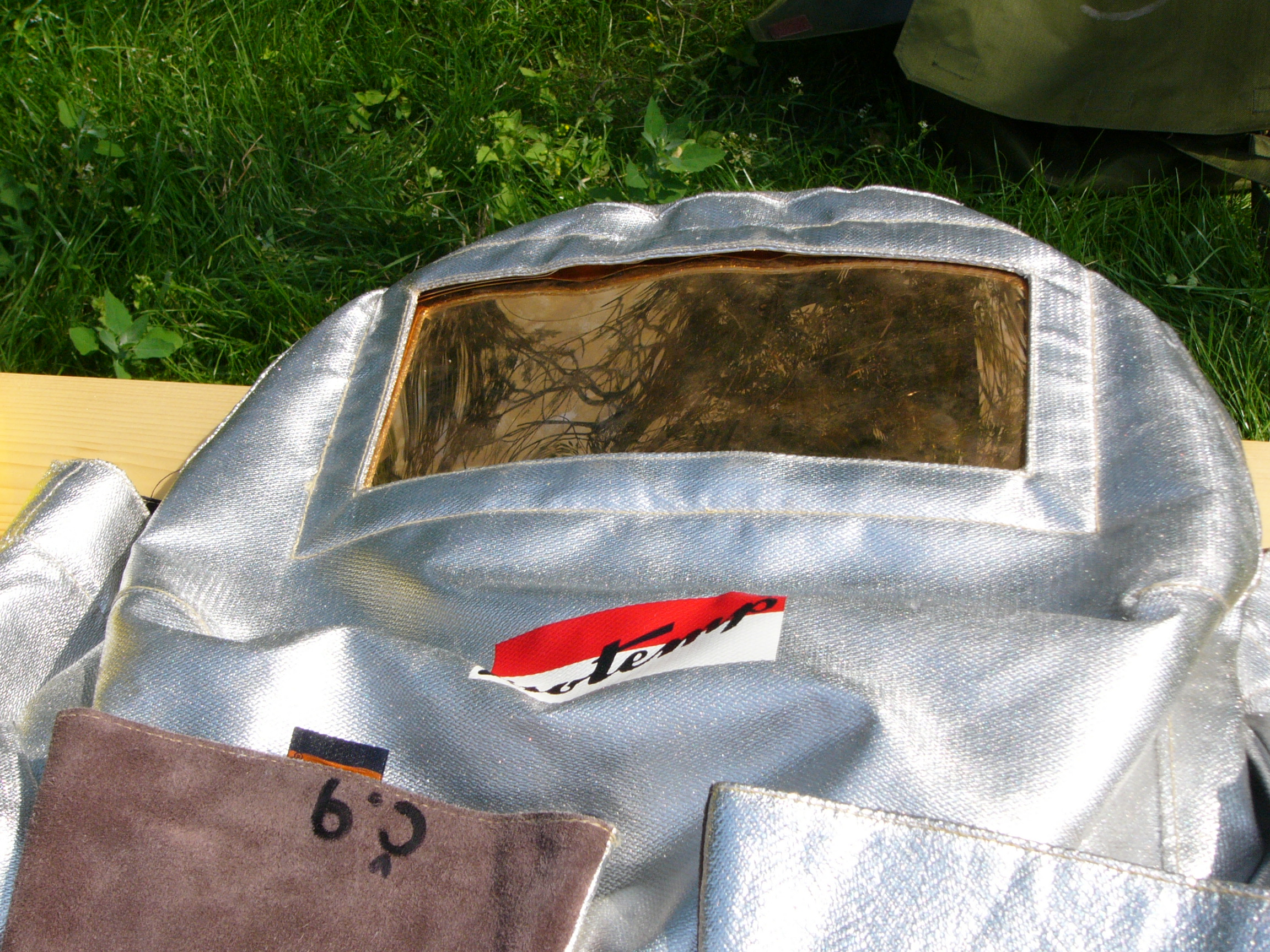
隔热防护服

消防隔热防护服又稱鋁質抗熱袍、耐高溫消防衣，是一种旨在保护消防員免受极端高温影响的衣服，常用于扑救空难、大型油气等火灾事故。它们最早於1930年代就已被设计出來。最初隔热防护服是由石棉织物制成，目前則由镀铝材料製成。